# Neufchâtel-en-Saosnois
Neufchâtel-en-Saosnois är en kommun i departementet Sarthe i regionen Pays de la Loire i nordvästra Frankrike. Kommunen ligger i kantonen La Fresnaye-sur-Chédouet som tillhör arrondissementet Mamers. År 2022 hade Neufchâtel-en-Saosnois 1 023 invånare.

## Befolkningsutveckling
Antalet invånare i kommunen Neufchâtel-en-Saosnois
| Referens: INSEE |